# Dick Andersson
Dick Roger Andersson, född 5 november 1963 i Ursviken, Skellefteå kommun, är en före detta svensk ishockeymålvakt som spelade för Skellefteå AIK mellan säsongerna 1988 och 2001.
Dick var trogen Skellefteå AIK under den senare hälften av hans karriär, förutom säsongen 1999/00 då han chockade Skellefteborna med att skriva på för ärkerivalen Björklöven IF, men det blev endast två st seriematcher i den grön/gula tröjan, efter att längtan hem till Skellefteå AIK blev för stor.
Hans moderklubb är Clemensnäs HC där han spelade mellan säsongerna 1979 och 1988, med en avstickare till MoDo Hockey säsongen 1984/85.
Andersson är för närvarande, säsongen 2010/11 tränare för Clemensnäs HC dam-lag.

## Klubbar
- Clemensnäs HC 1997 - 1983, 1985 - 1988
- MoDo Hockey 1984 - 1985
- Björklöven IF 1999
- Skellefteå AIK 1988 - 1999, 2000 - 2001